# John Clark Gable
John Clark Gable (Los Angeles, 20 mars 1961), acteur américain, est le fils posthume de Clark Gable (1901-1960) et Kay Williams (1917-1983).

## Biographie
John Clark Gable est le fils posthume de Clark Gable. Il a une demi-sœur, Judy Lewis (1935-2011, fille de Loretta Young).
Il s'est marié deux fois, avec Alexandria Remlin, dont il divorce, puis avec Tracy Yarro, avec laquelle il a eu deux enfants :
- Kayley Gable, née en 1986 ;
- Clark James Gable (également désigné dans la presse sous le nom de Clark Gable III[1] ou Clark Gable Jr ou encore Clark John Gable), comédien et animateur de télé-réalité (Cheaters)[2],[3], (1988-2019).

## Carrière
Il commence une brève carrière automobile avant de devenir acteur professionnel.

## Filmographie
- 1990 : Bad Jim de Clyde Ware : John T. Coleman[4]
- 1994 : Une passion ardente (La vie de Margaret Mitchell) (film TV) de Larry Peerce : l'officier Terry
- 2012 : Aliens from Uranus de Rob Walker : Sheriff Herrera